# Auriac-Lagast
Auriac-Lagast – miejscowość i gmina we Francji, w regionie Oksytania, w departamencie Aveyron. W 2013 roku jej populacja wynosiła 239 mieszkańców. 